# Kap Penck
Das Kap Penck ist ein vereistes Kap in Ostantarktika. Es liegt etwa 67 km westnordwestlich des Gaußberg, ragt in das West-Schelfeises hinein und trennt die Küstenlinie des Kaiser-Wilhelm-II.-Lands im Osten von der Leopold-und-Astrid-Küste des Prinzessin-Elisabeth-Lands im Westen.
Die von Frank Wild geleitete Westgruppe bei der Australasiatischen Antarktisexpedition (1911–1914) unter der Leitung des australischen Polarforschers Douglas Mawson kartierte es. Mawson benannte das Kap nach dem deutschen Geographen Albrecht Penck (1858–1945). 